# Lirabuccinum fuscolabiata
Lirabuccinum fuscolabiata is een slakkensoort uit de familie van de Buccinidae. De wetenschappelijke naam van de soort is voor het eerst geldig gepubliceerd in 1875 door Smith.